# Pes de pesar

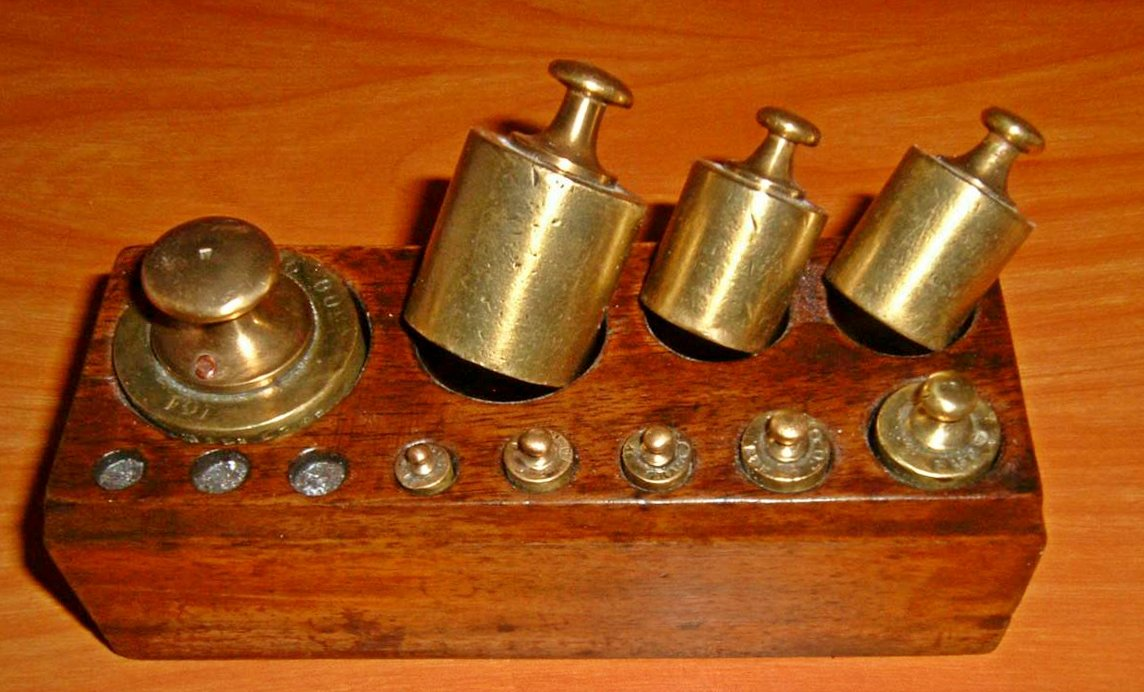
Pesos de balança de llautó.

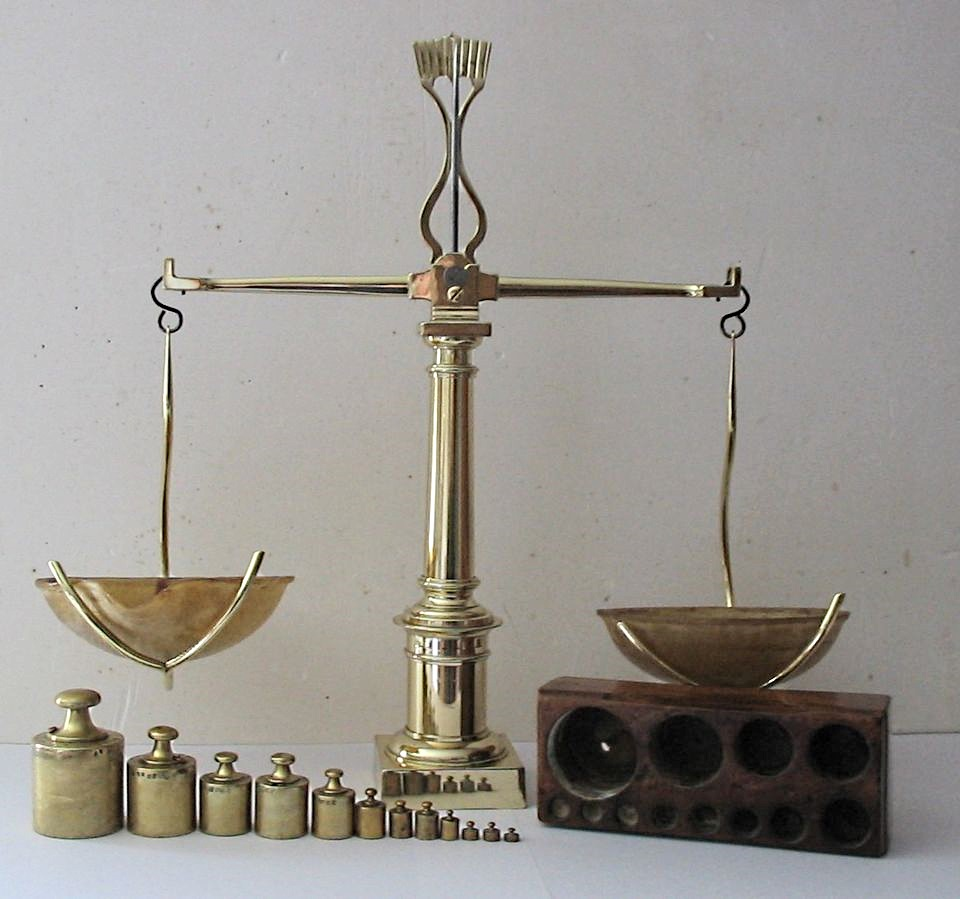
Una balança de platets amb pesos.

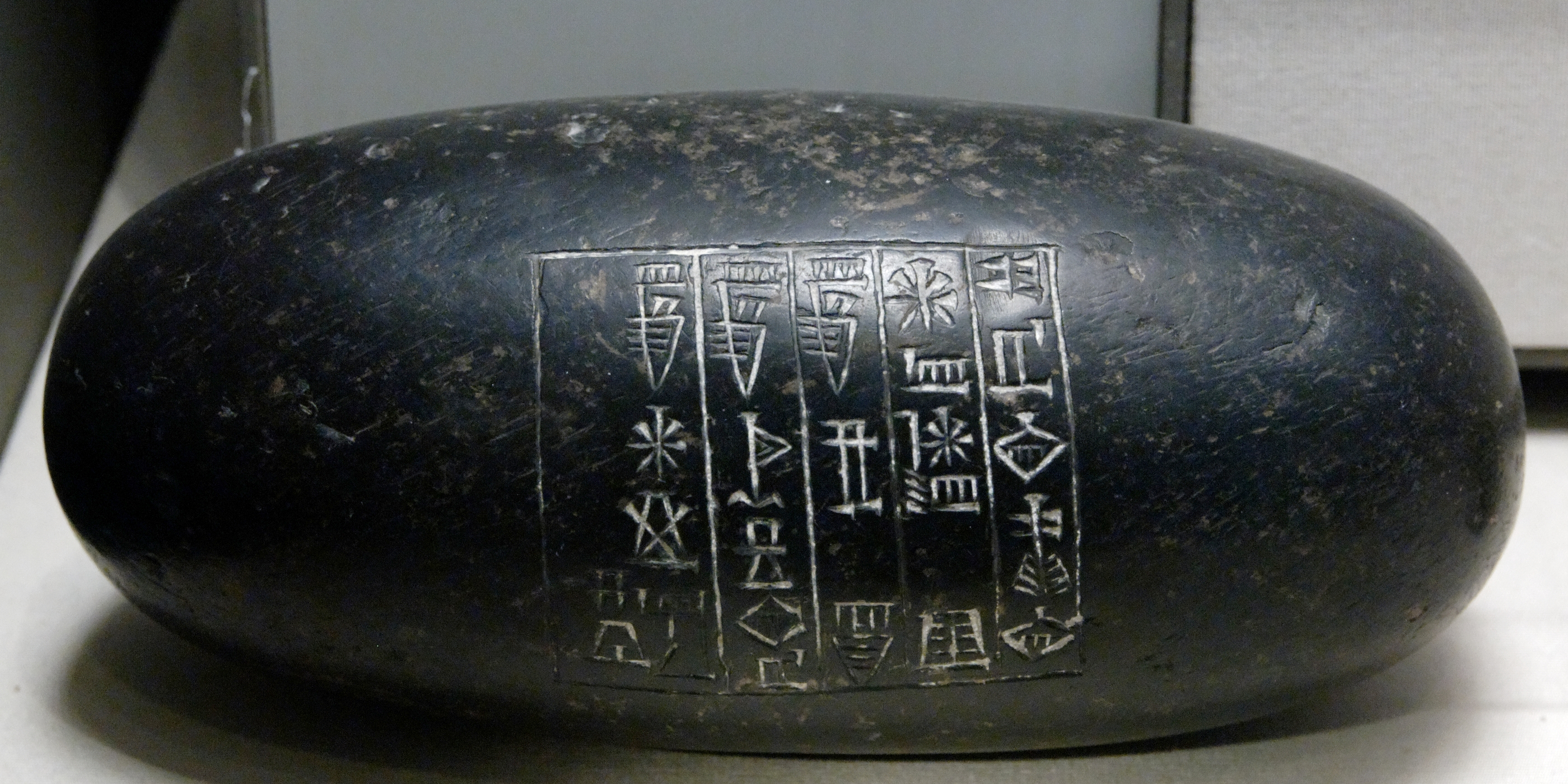
Pes de diorita de cinc mines. Inscripció amb el nom de Shu-Sin

En les operacions de mesurar la massa d'un determinat producte amb una balança, un pes de pesar o pes de balança (antigament pesal) és una peça de massa coneguda i marcada de forma clara. Un pes de balança ha de tenir la mateixa massa que la massa-patró corresponent (en un rang de precisió adequat).
L'operació de pesar en una balança consisteix en posar el producte de massa desconeguda en un plat de la balança i anar posant pesos en l'altre plat fins que la llengüeta o agulla indicadora quedi centrada. La suma de les masses dels pesos és igual que la massa del producte pesat.

## Pesos físics
Els pesos reals usats al llarg dels temps acostumaven a ser metàl·lics tot i que hi ha referències a pesos de pedra (amb algunes limitacions legals). Pel que fa al seu valor quantitatiu els pesos de balança eren iguals a la unitat legal de pes, als seus múltiples i als seus submúltiples.

## Pesos a l'Antic Egipte
La unitat de pes fonamental era el deben (literalment: anell de metall), que equivalia a 13,6 grams durant l'Imperi Antic, 91 g des de l'Imperi Mitjà; en l'Imperi Nou, es divideix en deu qite, o qedety, d'aproximadament 9,1 g, que era la desena part d'un deben. El Shat (o anell) equivalia a mig deben. El pes inferior al kite s'expressava mitjançant fraccions.
El deben, normalment, equivalia a grams de coure, encara que el valor d'alguns productes podia aparèixer expressat en  deben  d'or o plata. Durant gran part de la història de Antic Egipte, s'estimava que un  deben  de plata equivalia a cent  deben  de coure.
| D46 | D58 | N35 | F46 |

| D46 | D58 | N35 | F46 |

| Aa28 | X1 | S106 |

| Aa28 | X1 | S106 |

|  |

## Sistema grec
El sistema ponderal grec es basava en l'òbol i els seus múltiples.
- 1 calcos = 1/8 d'òbol
- 1 òbol = 0,72 grams
- 1 dracma = 6 òbols = 4,32 grams
- 1 mina = 600 òbols = 432 grams
- 1 talent = 36.000 òbols =

## Sistema romà clàssic
| Unitat romana      | Nom llatí | Dracmes | Equivalència |
| ------------------ | --------- | ------- | ------------ |
| Un chalcus         | Chalcus   | 1/48    | ~ 70.3 mg    |
| Una siliqua romana | Siliqua   | 1/18    | ~ 0.19 g     |
| Un òbol            | Obolus    | 1/6     | ~ 0.56 g     |
| Una hemina         | hemina    | 1/3     | 1.125 g      |
| Una dracma         | Drachma   | 1       | 3.375 g      |
| Un sicle           | Sicilicus | 2       | 6.75 g       |
| Una unça           | Uncia     | 8       | 27 g         |
| Una lliura         | Libra     | 96      | 324 g        |
| Una mina           | Mina      | 128     | 432 g        |

## Sistema de Carlemany
El sistema ponderal adoptat per Carlemany es basava en pesos contrastats de bronze del valor d'una unça romana i marcats “CAROLI PONDVS” (Pes de Carlemany). Segons la mostra millor conservada l'unça de Carlemany pesava uns 27,425 grams. A partir d'aquesta unitat les lliures-pes de dotze unces pesaven uns 329,10 grams.
La relació amb la moneda era la següent: una lliura-pes de plata equivalia a 180 diners-pes de plata (cada diner pesant uns 1,828 33 grams). Una lliura-moneda de plata equivalia a 20 sous i pesava 16 unces romanes (434,80 g). Aquesta lliura-moneda equivalia a 240 diners-moneda. L'origen de les lliures-pes de 16 unces usades fins al segle xix cal situar-lo en les ordinacions de pes de Carlemany.

## Pesos a la Catalunya medieval
El sistema de pesos tradicionals a Catalunya es basava en el sistema de Carlemany. Hi havia tres lliures bàsiques: la lliura tendera (400 g; 12 unces), la lliura carnissera (1200 g; 36 unces) i la lliura medicinal o d'apotecari (300 g). En cada cas hi havia múltiples i submultiples. Originalment els pesos patrons es guardaven en recintes especials sota clau i guardats per funcionaris especials en cada ciutat important. Amb l'establiment (primer a València i després a altres ciutats) del càrrec de mostassà, els mostassàs designats esdevingueren els responsables de les unitats i patrons de mesura, i dels pesos que empraven els comerciants en les vendes diàries.
En els regnats de Jaume I el Conqueridor i Alfons X el Savi (de Castella) hi hagué un intent d'unificació i racionalització de les unitats de mesura. La vara de Castella es feu coincidir amb l'alna de València (igual que l'alna de Lleida). Pel que fa als pesos està documentada la consulta que feu el rei Alfons a Colònia i a Troyes sobre el valor exacte del marc, unitat emprada per a pesar or i plata. Finalment Alfons escollí el marc de Colònia per als metalls preciosos i el marc de Troyes per a mercaderies ordinàries. No hi ha documents generals de Jaume I sobre els pesos dels mercats. Si que es pot consultar informació indirecta a partir de les monedes.

### Balances de mercat

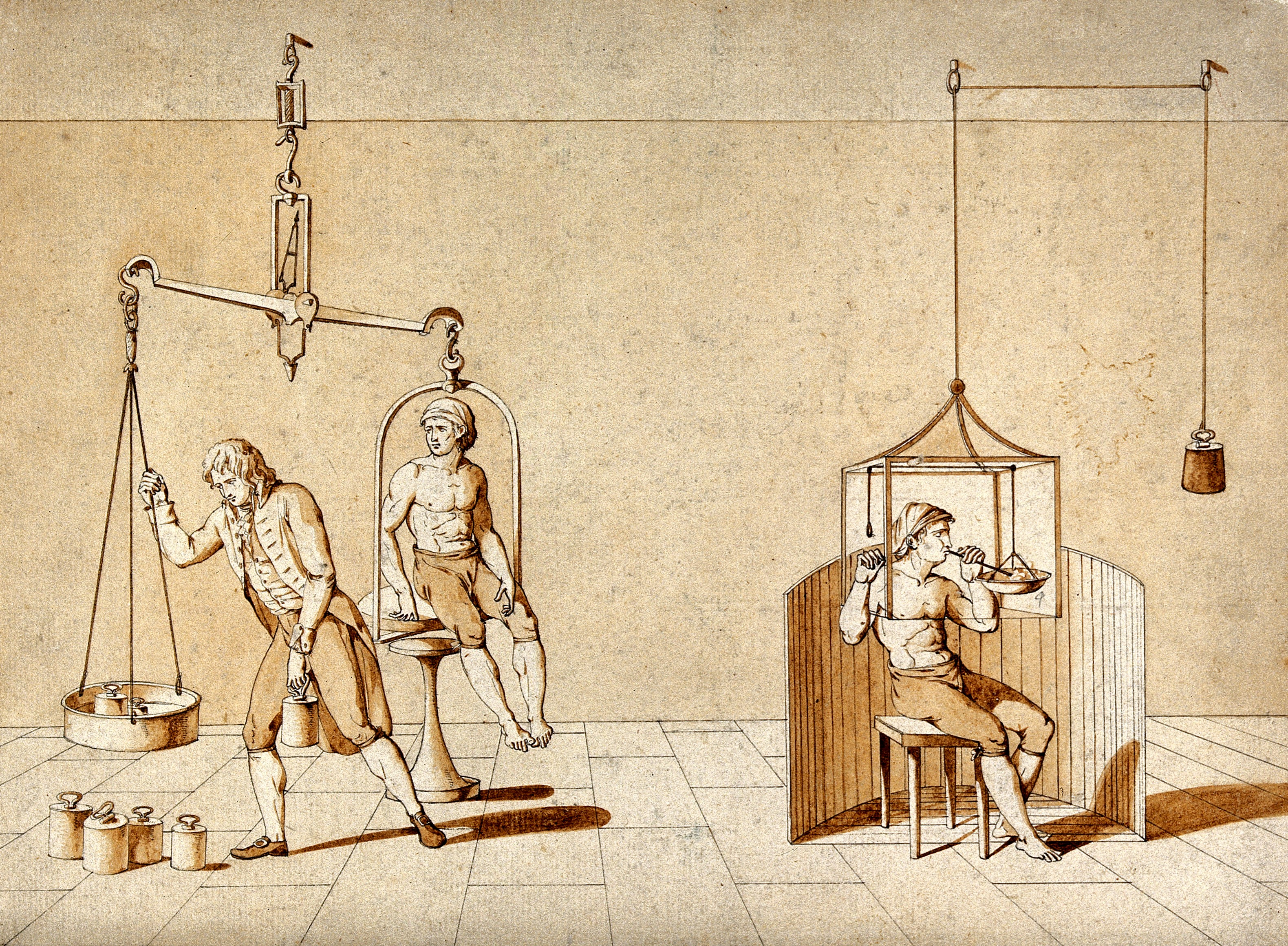
Gravat representant el físic Lavoisier pesant un home en una balança tendera.

En els mercats s'usaven dues menes de balances: les cavalleres i les tenderes. Les balances cavalleres tenien caiguda. Que val tant com dir que tenien un suport, que anaven a cavall d'un suport o columna. Eren balances de sobretaula i s'empraven en pesades moderades.
- Per a pesar carn o peix fresc la unitat era la lliura carnissera.
  - 1 lliura carnissera = 36 unces = 1200 grams
  - 1/3 de lliura carnissera = 1 terça = 400 grams[11]
- Per a altres mercaderies s'emprava la lliura ordinària.
  - 1 lliura (ordinària) = 12 unces = 400 grams
  - ½ lliura = 6 unces = 200 grams
  - 1 unça= 4 quarts = 16 argenços = 33 grams
  - ¼ d'unça = 4 argenços = 8,33 grams
  - 1 argenç = 32 grans = 2,08 grams
  - 1 gra (basat en un gra d'ordi) = 0,065 grams

Les balances tenderes anaven penjades I no tenien cap columna de suport. S'usaven per a pesos importants de l'ordre del quintar.
- 1 quintar = 4 arroves = 4x25 lliures = 4x25x12 unces = 41,6 kg

### Balances monetàries

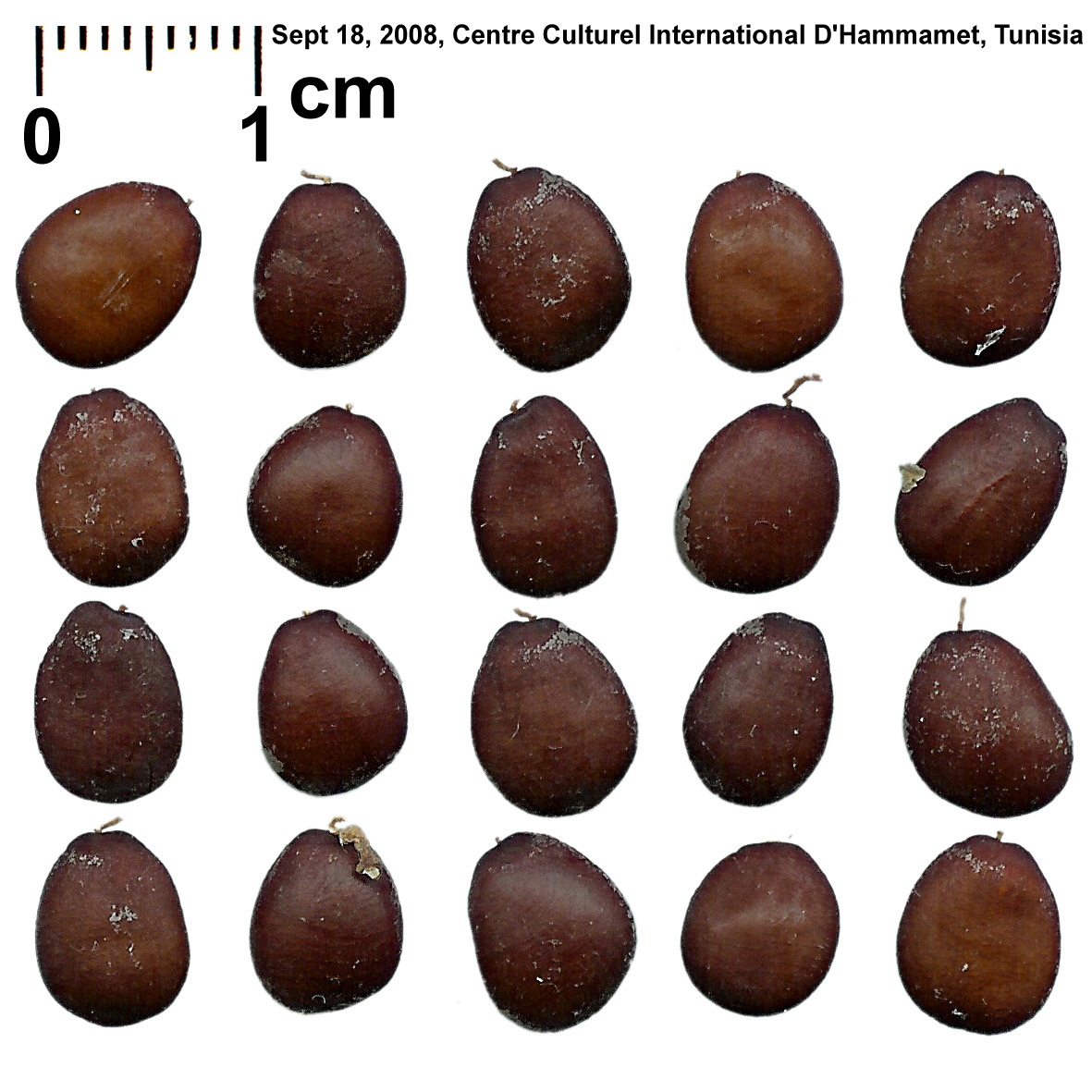
Vint garrofins, llavors de garrofer.

Les balances monetàries també s'anomenaven balances marcals perquè es basaven en el marc com a unitat de pes. Eren relativament petites i havien de ser prou precises per a pesar monedes o cospells de pocs grams.
- 1 marc de Barcelona = 1 marc de Perpinyà (aproximadament igual que 1 marc de Montpeller)
- 1 marc = 8 unces
- 1 unça = 4 quarts
- 1 quart = 2 ternals o 2 mitjos quarts
- 1 ternal = 2 argençs
- 1 argenç = 2 diners de Barcelona
- 1 diner = 8 garrofins ben granats = 8 quirats
- 1 garrofí = 1 quirat = 4 – 4,5 grans de forment

Hi ha documents que indiquen que les balances monetàries es guardaven dins d'armaris o tabernacles. Probablement de vidre, totalment o parcial.
| «                                                | ”.. ítem, dins la casa del ensay fon atrobat hun tabernacle e una balança pera pesar e hun marquet que pesa dues onzes e alguns pesals densay; les quals dits pesals son d-argent...” | » |
| — Anales del Centro de Cultura Valenciana. 1965. | |   |

#### Pesals monetaris especials
Les balances de les cases de moneda, a més dels pesos habituals, disposaven de pesals especialitzats per a pesar cospells i monedes encunyades. Per exemple “un pesal per a pesar florins d'or”.

### Balances d'apotecari

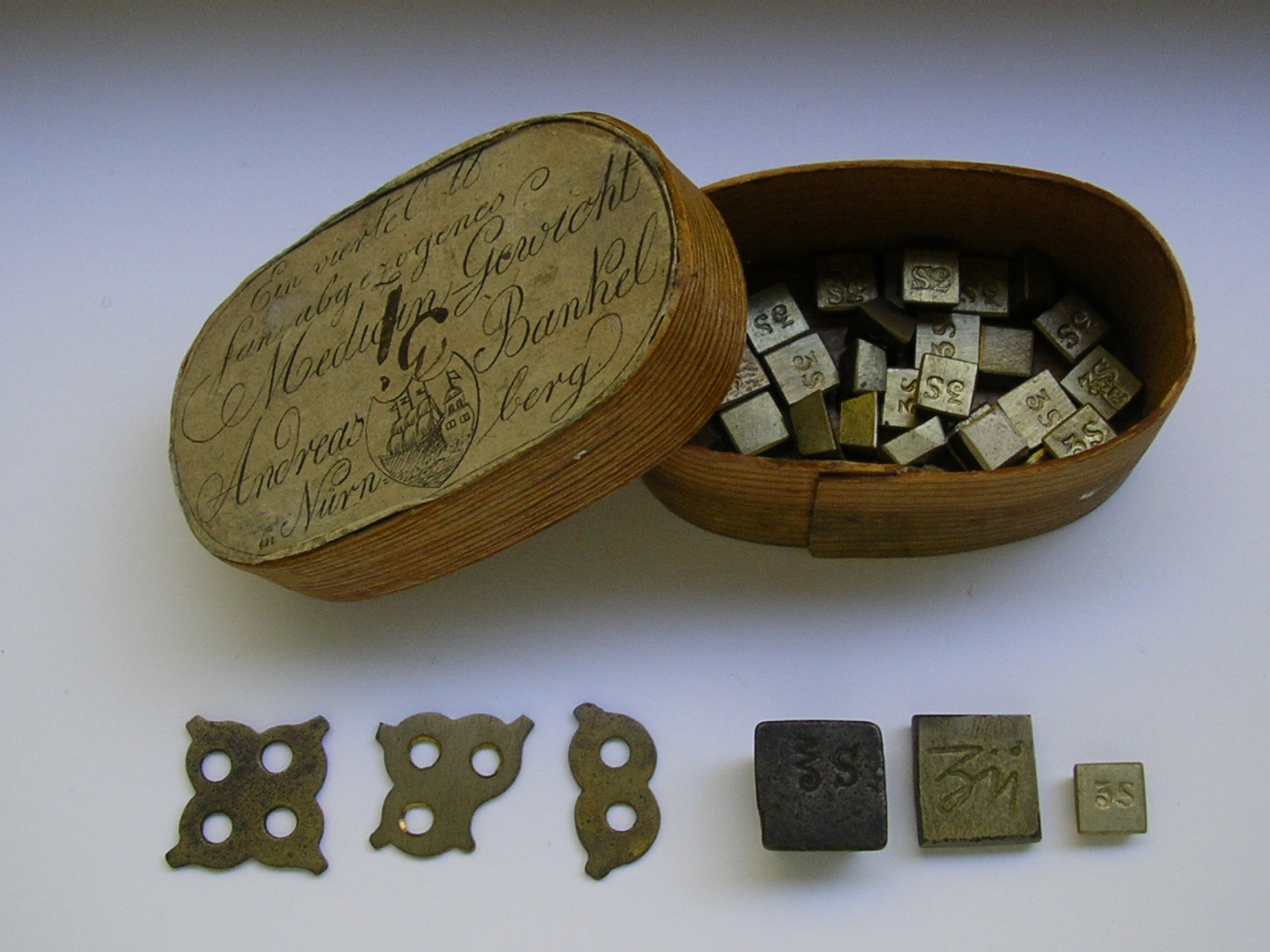
Joc de pesos d'apotecari. A la part de dalt hi ha la capsa original del fabricant (Andreas Bankel de Nuremberg. 1825). A baix hi ha pesos de: 2 escrúpols, 1 dracma, 1 escrúpol, 4 dracmes, 2 dracmes i ½ dracma. (Article exposat al Focke-Museum de Bremen)

Les balances d'apotecari o medicinals eren físicament molt semblants a les monetàries. Les usaven metges, apotecaris i venedors d'espècies. Les pesades havien de ser precises i les quantitats eren petites.
Les unitats (i els pesos corresponents) eren aproximadament les mateixes a tot Europa.
- 1 gra = 1 gra d'ordi
- 1 siliqua = 1 garrofí = 1 quirat = 4 grans
- 1 òbol = 12 grans
- 1 escrúpol = 24 grans
- 1 dracma = 3 escrúpols = 72 grans
- 1 unça = 8 dracmes = 24 escrúpols = 576 grans

Pel que fa a la lliura prima o d'apotecari hi ha opinions diferents. A Catalunya hi ha referències que la fan igual a 300 grams i la divideixen en 8, 9 o 12 unces. A la pràctica, amb pesades d'una fracció de lliura la definició no era gaire important. Els pesos més petits estaven ben definits.